# Bockenheim an der Weinstraße
Bockenheim an der Weinstraße település Németországban, Rajna-vidék-Pfalz tartományban. Lakosainak száma 2356 fő (2023. december 31.).

## Népesség
A település népességének változása:
| Lakosok száma | 2090 | 2142 | 2167 | 2178 | 2250 | 2331 | 2356 |
|               | 1975 | 2016 | 2017 | 2019 | 2021 | 2022 | 2023 |